# Вудвилл (Техас)
Вудвилл (англ. Woodville) — городок в округе Тайлер, восточный Техас (США). Крупнейший населённый пункт и административный центр данного округа, а его население по данным на 2014 год составляло 2490 человек.

## Название
Назван в честь Джорджа Тайлера Вуда (англ. Wood Ville — Город Вуда) — второго губернатора Техаса.

## География
Вудвилл расположен в центре округа и в нём сходятся сразу несколько шоссе: U.S. 69, U.S. 190 и U.S. 287; высота над уровнем моря составляет 269 футов (82 м). Общая площадь городка — 3,15 квадратных миль (8,16 км²). Климат классифицируется как субтропический муссонный, что соответствует жаркому влажному лету и мягкой прохладной зиме, но и морозы случаются.

## Демография
Население на 2010 год составляло 2586 человек, в том числе 598 семей, а число жилых домов составляло 1021. По расовому признаку 70 % населения были европейской расы, 26,5 % — афроамериканцы, 0,3 % — индейцы, 0,6 % — азиаты, 0,2 % — туземцы тихоокеанского региона, 0,9 % — другой расы, а 1,5 % — метисы. На долю латиноамериканцев приходилось 4,4 % населения. Средний возраст жителей составлял 42,2 года, а соотношение было следующее: 25,5 % жителей — моложе 20 лет; 22,1 % — от 20 до 40 лет; 27,6 % — от 40 до 65 лет; 24,8 % — от 65 лет и старше. Соотношение численности мужчин и женщин в среднем составляло 80,3 к 100.
По данным на 2013 год в Вудвилле проживали 2513 человек, в том числе 1109 (44,2 %) мужчин и 1404 (55,8 %) женщины, а средний возраст составлял 36,6 лет. Средний доход на душу населения составлял по оценке $ 18 716, а на каждый дом — $ 95 441. Средняя арендная плата за дом была $ 744.